# Eutimi II
Eutimi II (en grec medieval Εὐθύμιος Β') va ser patriarca de Constantinoble de l'any 1410 al 1416.
De jove es va fer monjo i sacerdot, i se'l coneixia per les seves dots d'orador i per la defensa del palamisme, la doctrina de Gregori Palamàs i s'oposava a la unió de les esglésies Ortodoxa i Catòlica. Per això l'anomenaven "Doctor de l'Església".
Encara que s'oposava a l'Església Catòlica, l'emperador Manuel II Paleòleg (1391-1425) el va enviar a parlar amb el papa Urbà VI per discutir una possible unió entre les dues esglésies. Hi van haver algunes aproximacions però sense cap concreció final.
Retornat a Constantinoble va ser nomenat arximandrita i abat del prestigiós monestir d'Estúdion, i més tard, Protosincel·le. Durant el seu mandat, va intentar que l'emperador no tingués preeminència en el nomenament del patriarca. De les seves obres es conserven algunes epístoles i una breu obra filosòfica.